# Drum (condado de Roscommon)
Drum é uma vila no sul do Condado de Roscommon a cerca de 5 km a oeste de Athlone.  Drum é a cidade natal de James Coyle (1873-1921), que foi assassinado pela Ku Klux Klan em Birmingham (Alabama) em 11 de agosto de 1921.